# Relicina palmata
Relicina palmata är en lavart som beskrevs av Elix. Relicina palmata ingår i släktet Relicina och familjen Parmeliaceae.   Inga underarter finns listade i Catalogue of Life.